# Тройнат
Тройнат (Тренята; бел. Транята, лит. Treniota, пол. Treniota; убит в 1264) — великий князь литовский (1263—1264), князь жемайтский. Возможный племянник короля Миндовга, занявший после заговора против него великокняжеский стол, но вскоре сам убитый сторонниками Миндовга.

## Биография
По одной из версий, Тройнат был племянником (сыном сестры) короля литовского Миндовга. Согласно поздней Хронике литовской и жмойтской, был сыном Скирмунта, имел братьев Любарта и Писимонта. Владимир Антонович называет его «одним из владетелем Жмуди»
Впервые Тройнат упоминается в «Старшей ливонской рифмованной хронике» в связи с событиями 1260—1261 годов, когда под его командованием жемайтийские войска вступили в войну с тевтонскими рыцарями и разбили их в сражении при озере Дурбе. В шестидесятых годах Миндовг возвысил племянника, отличавшегося немалым военным талантом. В тот момент жена Миндовга склонялась к немцам, сын Миндовга Войшелк — к русинам, Тройнат же был выразителем национальных интересов.
В то время как Миндовг принял католичество и королевскую корону, Тройнат продолжал оставаться язычником, при этом являясь наместником короля в Жемайтии. Это могло стать причиной их конфликта и последующей борьбы за престол.
Из Волынской (Ипатьевской) летописи известно, что после смерти жены Миндовга Марты тот взял в жены её сестру, уже являющуюся супругой нальшанского князя Довмонта. Нанесённая обида привела к тому, что Довмонт вступил в сговор с Тройнатом и летом 1263 года совершил успешное покушение на короля, зарезав Миндовга. В результате заговора были убиты и два малолетних сына короля, Рукель и Репих. Сын Миндовга Войшелк вынужден был бежать в Пинск. Тройнат занял великокняжеский стол. Его поддержала вся Литва. Вместе с Тройнатом в Литву вернулось язычество. Если при Миндовге Литва влилась в католическую Европу, то при Тройнате она снова была отброшена назад.
Тройнат продолжил балтийскую политическую линию Миндовга и в 1264 г. поддержал нападение пруссов на крепость Велау (прусск. Вилов) в ходе прусских восстаний против Тевтонского ордена, который пытался установить контроль над Пруссией и христианизировать местное население.
Правление Тройната оказалось недолгим. Вскоре он столкнулся с претензиями на власть со стороны своего двоюродного брата — полоцкого князя Товтивила. В этом противостоянии успех был на стороне Тройната, сумевшего убить Товтивила. В том же 1264 году Войшелк вместе с пинским войском возвратился в Новогородок, где соединился с дружинами новогородских бояр и пошёл устанавливать свою власть в Литве, уничтожив много своих врагов. Тройнат был убит его сторонниками, и Войшелк стал великим князем.